# Gabriel Bibron
Gabriel Bibron (Parigi, 20 ottobre 1805 – Saint-Alban-les-Eaux, 27 marzo 1848) è stato uno zoologo francese.
Riuscì negli anni ad affermarsi come professore in una delle scuole primarie superiori di Parigi, lavorando inoltre come assistente di André Marie Constant Duméril. Apprezzato dai naturalisti contemporanei per il livello culturale, era in grado di leggere ed esprimersi in diverse lingue straniere, talento, dedizione e pazienza nel proprio lavoro, venne omaggiato con eponimi in nomi scientifici di almeno dieci specie.

## Biografia

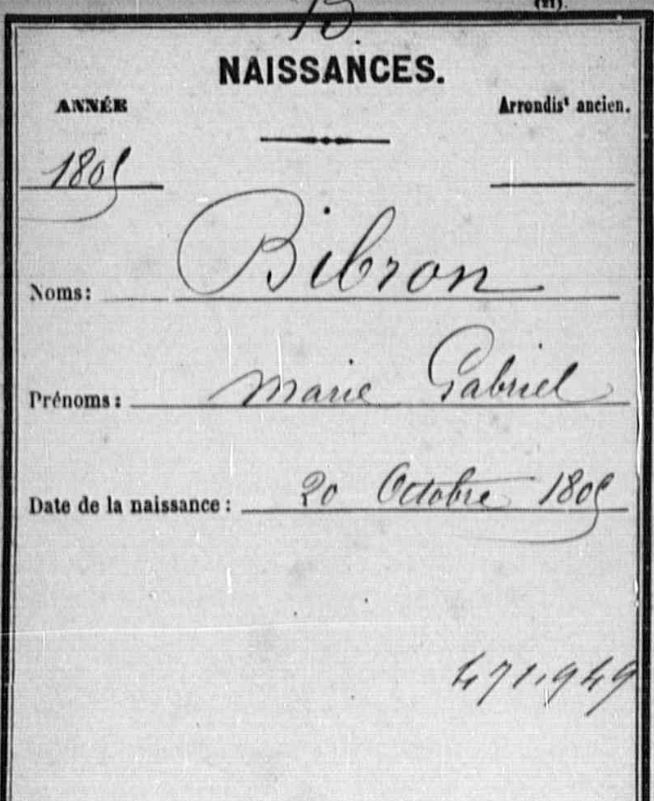
Estratto di nascita dove si legge il nome per esteso, Marie Gabriel.

Uno dei tre figli di Antoine Bibron, custode del Jardin des Plantes di Parigi e alla sua nascita uno dei più anziani dipendenti del Museo nazionale di storia naturale, e di Magdeleine Anne Rousseau, il giovane Marie Gabriel ben presto si appassionò alla storia naturale, ma dato le ristrettezze economiche della famiglia, questa gli fornì un'educazione liberale che approfondì durante i successivi viaggi in Inghilterra, Paesi Bassi e Italia, questi ultimi a quel tempo parte del Primo Impero francese. Nei soggiorni all'estero ebbe inoltre occasione di approfondire la conoscenza delle lingue straniere parlandole fluentemente e, grazie a questa sua capacità, leggere le opere dalle quali trasse una solida formazione.
Avendo dimostrato di possedere un cospicuo bagaglio culturale, i membri del museo parigino lo incentivarono a seguire gli studi presso i propri laboratori di zoologia e all'età di diciotto anni lo autorizzarono a fare un viaggio in Italia, dove rimase circa quindici mesi durante i quali si dedicò alla ricerca e all'osservazione, raccogliendo un importante numero di esemplari di animali, principalmente uccelli e pesci, da riportare per esporli nelle varie gallerie, e annotando il comportamento nel loro ambiente naturale delle specie che ebbe modo di osservare. Il suo lavoro fu di una qualità tale che gli zoologi che insegnavano al museo chiesero e ottennero al governo che tornasse in quegli stessi luoghi come viaggiatore naturalista invece di essere aggregato, come inizialmente previsto, alla expédition scientifique de Morée.
Nell'aprile del 1826 sposò la cugina Louise Rousseau, matrimonio che durò fino alla morte di lei nel 1840.
Nel 1832 conobbe André Marie Constant Duméril, del quale divenne assistente naturalista alla cattedra di storia naturale dei rettili e dei pesci.  Ancora una volta le capacità di Bibron vennero messo a frutto da Duméril solo un anno più tardi, quando lo coinvolse nella realizzazione del suo Erpétologie générale ou Histoire naturelle complète des reptiles per la determinazione e classificazione  scientifica delle specie da inserire nella grande opera sulla storia naturale dei rettili.
Meticolosità, talento e bagaglio culturale espresso in questo lavoro furono così apprezzati dai naturalisti suoi contemporanei che i membri della sezione di anatomia e zoologia dell'Institut de France inserirono il suo nome nella lista di studiosi da proporre all'Accademia delle scienze per ricoprire un posto vacante al suo interno poco prima della sua morte. Allo stesso modo Bibron venne proposto alla Société Philomathique de Paris nel 1840, venendo affiliato in seguito a diverse Accademie nazionali e straniere. Quelle capacità non sfuggirono nemmeno al governo francese, ordinandolo Cavaliere della Legion d'onore e proponendolo per una cattedra di storia naturale presso il collège municipal Turgot, uno dei più antichi istituti superiori di Parigi.
Oltre alla sua collaborazione per la stesura dell'Erpétologie générale, Bibron prestò le sue conoscenze per catalogare diverse collezioni prodotte da esplorazioni e ricerche scientifiche, tra le quali Histoire physique, politique et naturelle de l'ile de Cuba del quale completò il lavoro inizialmente sviluppato dall'erpetologo Jean-Théodore Cocteau, scomparso prematuramente il 13 maggio 1838, poco più che quarantenne, una morte precoce che avrebbe colpito anche il biografato solo dieci anni più tardi.
Dopo la morte della prima moglie, il 10 febbraio 1842 Bibron sposò in seconde nozze Jeanne Belloc, sorella del pittore Jean-Hilaire Belloc, che gli rimase accanto nell'ultimo periodo di vita quando nel giro di qualche anno iniziarono a farsi più invalidanti. Dopo che gli fu diagnosticato essere affetto di tubercolosi decise di abbandonare il suo incarico nel 1845, lasciando Parigi e ritirandosi con la moglie nella Loira. In quegli anni lontana era ancora la comprensione per una efficace cura, pur essendo oramai inequivocabilmente legata a problemi polmonari, e rimedi erano sostanzialmente legati al soggiorno in altura per i malati Fu di ritorno a uno di questi, nei Pirenei, che il naturalista morì a Saint-Alban-les-Eaux, assistito dalla moglie e dalla sorella.

## Opere
- (FR) André Marie Constant Duméril e Gabriel Bibron, Erpétologie générale ou Histoire naturelle complète des reptiles, vol. 1-9, Paris, Librairie encyclopédique de Roret, 1834-1854, ISBN non esistente.

| Bibron è l'abbreviazione standard utilizzata per le specie animali descritte da Gabriel Bibron. Categoria:Taxa classificati da Gabriel Bibron |